# Коста-риканский земляной голубь
Коста-риканский земляной голубь (лат. Zentrygon costaricensis) — вид птиц из семейства голубиных. Обитают в Талманканских горных лесах.

## Описание
Длина 28 см, вес 320 г. Голова, шея и грудь серые. Спина, крылья и хвост птицы бордового цвета. Ноги кораллово-красные. Клюв тускло-коричневый.
Питаются семенами и фруктами, которые отыскивают на земле.